# Samson Flexor

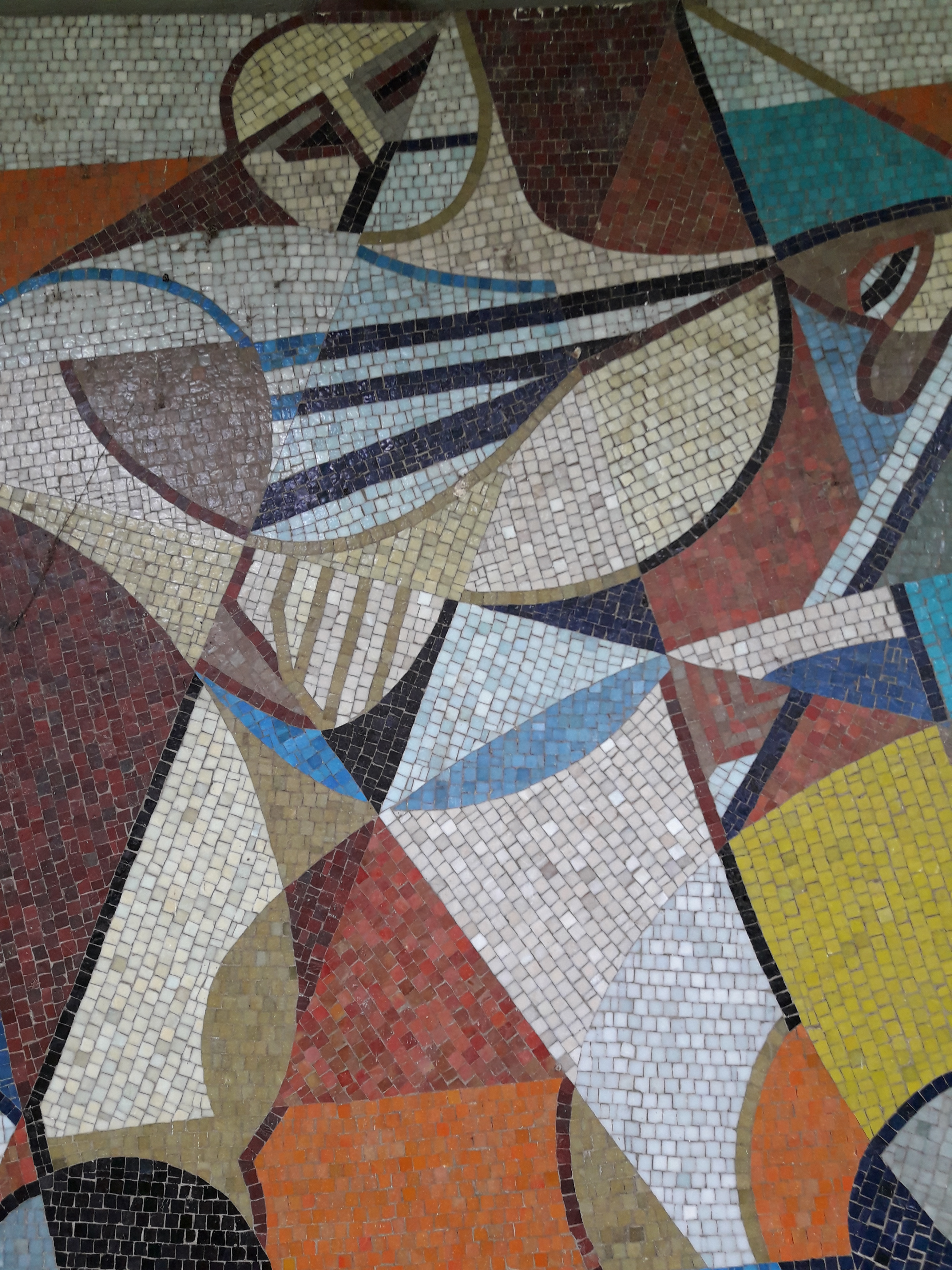
Parte do Mural de Samson Flexor no Hospital Municipal São Luís Gonzaga, localizado na Zona Norte de São Paulo (SP).

Samson Flexor (Soroca, Moldávia 1907 — São Paulo, 1971) foi um pintor, desenhista e professor moldávo radicado no Brasil.
Estudou Química e Pintura na Bélgica, para onde foi em 1922. Em 1924 mudou-se para Paris e entrou no curso livre da École Nationale des Beaux-Arts, sendo aluno de Lucien Simon, ao mesmo tempo que estudava História na Sorbonne, passando em 1926 a estudar nas academias La Grande Chaumière e Ranson, sob orientação de Roger Bissière. No ano seguinte já fazia sua primeira exposição individual na galeria Campagne Première.
Em 1929 fundou, junto com outros, o Salon des Surindépendants, que dirigiu até 1938. Sua temática mudou para os temas religiosos quando se converteu ao Catolicismo em 1933. Durante a II Guerra Mundial fez parte da resistência francesa, sendo obrigado a fugir para o Brasil. Nesta época sua obra adquiriu tons sombrios expressionistas, além de ser influenciado pelo cubismo. Fixou residência em São Paulo em 1948.
Estimulado pelo diretor do MASP, Léon Degand, fez experiências de abstração geométrica, fundando em 1951 o Atelier-Abstração, onde passa a lecionar. Ao decorrer desta década, Flexor integra a efervescente cena cultural paulistana pós-concretista, marcada pelas Bienais internacionais que estreiam na mesma década. Flexor polemiza com Waldemar Cordeiro, fundador do movimento Concreto, ao defender a arte abstrata. Para o moldavo-brasileiro, o concretismo era sobretudo desdobramento de uma tendência maior e ela sim decisiva na história da arte: a abstração. Criticando o excessivo intelectualismo e, em suas palavras, "hermetismo" do movimento concreto, conforme se pode ouvir em depoimento de Flexor ao MIS-RJ em 1968, o pintor polemiza com nomes como Waldemar Cordeiro. No fim da década 50, dois eventos marcantes na sua vida artística: a pintura dos afrescos da Paróquia Nossa Senhora do Perpétuo Socorro , no bairro dos Jardins (São Paulo - SP) e uma viagem à Nova York, onde faz profícuo contato com o trabalho de pintores como Jackson Pollock.
No mês de março de 1961 o Museu de Arte Moderna realizou uma exposição com as obras de Tikashi Fukushima e Flexor, onde é ressaltada a grande diferença de estilo dos dois pintores, sobre as obras foi comentado: "Vinte grandes telas se oferecem ao exame do visitante, e nelas percorre toda a gama do espectro a variada escala dos motivos, que afinal não são motivos, que nos releve o desmentido, o pintor... Para este, cada um dos quadros tem um nome e um destino, mas na verdade eles são apenas pintura, e, como pintura, matéria. Nada mais. Daí a serenidade espantosa". Na comparação com a pintura de Fukushima com a de Flexor, comenta-se que os resultados são opostos, pois, enquanto a pintura de Flexor mostra inquietação a de Fukushima revela "uma grande serenidade".
Tal exposição registra a mudança do registro flexoriano, que se torna cada vez mais informal. Em meados da década de 1960, é diagnosticado com câncer, experiência que mobiliza sua força criativa na direção de monstros e, dentre estes, os da série "Bípedes". Cinco bípedes gigantes são apresentados por Flexor ao público da Bienal de 1967, chocando espectadores e críticos. No ano seguinte, a série aumentada, acrescida de bichos médios e pequenos, é mostrada na grande Retrospectiva Flexor no MAM-Rio, que cobre mais de 30 anos de atividade do pintor. O filósofo Vilém Flusser, que então morava no Brasil, engaja-se na produção do artista, dedicando-lhe quatro artigos para o Suplemento Literário do Jornal Estado de São Paulo, entre 1967 e 1971. Os bípedes, segundo diversas interpretações, são respostas do pintor a um drama interior e também cósmico, social, na medida em que a aproximação de sua morte coincidia com o recrudescimento do regime militar no Brasil, instaurado em 1964 e radicalizado no biênio 1967-68.